# Propre (liturgie)
Pour les articles homonymes, voir Propre.
 (décembre 2016).

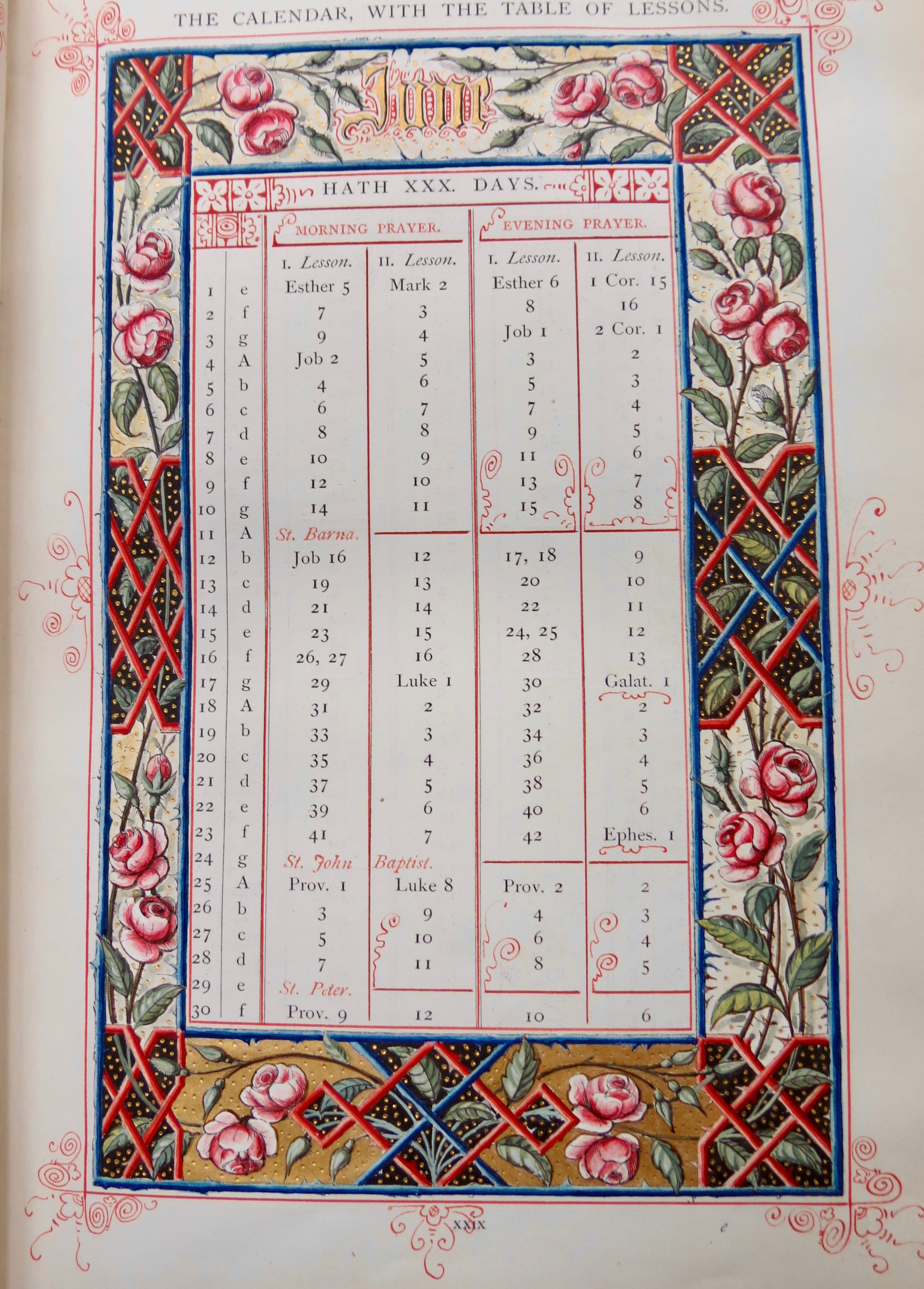

Le  propre (du latin proprium) est la partie de la liturgie chrétienne qui change selon la date, que cela soit en rapport avec le calendrier de l'année liturgique (Proprium de tempore), avec la célébration d'un saint particulier (Proprium Sanctorum) ou avec un autre événement important. Le terme est utilisé par opposition à celui d'« ordinaire », qui est la partie de la liturgie qui demeure constante ou au moins choisie indépendamment de la date, et à celui de « commun », qui désigne les parties de la liturgie communes à certaines catégories de saints, comme les apôtres ou les martyrs.

## Dans la tradition catholique
Le Proprium de tempore commence avec le premier dimanche de l'avent et se termine le dernier dimanche après Pentecôte. Il comporte, après l'Avent, la période consacrée au temps de Noël (six dimanches) ; Septuagésime, trois semaines ; Carême, six semaines ; temps de Pâque, cinquante jours ; Pentecôte, et les vingt-quatre dimanches après.
Le Proprium Sanctorum concerne tous les  jours des saints, avec des offices spéciaux. Les offices des saints, comme ceux du Proprium de tempore, sont composés de leçons, antiennes, répons, hymnes, ou d'autres textes liturgiques particuliers pour chaque fête de saints. Il est inutile de remarquer que cette organisation des offices ne vient pas de l'Église primitive mais s'est établie progressivement au cours des siècles.
Les propres peuvent comporter des hymnes, des prières dans les heures canoniques et dans l'eucharistie.
Le propre contient :
- l'Introït
- Graduel
- Alléluia
- Évangile
- l'Offertoire
- Préface
- Communion

## Dans la tradition orthodoxe
Le propre de chaque office provient d'un ou plusieurs livres, en fonction des occurrences à une date donnée. Les livres qui contiennent l'hymnographie propre sont l'octoèque (cycle hebdomadaire, réparti sur huit semaines qui correspondent aux huit tons de la tradition chorale antique), les ménées (douze livres correspondant au douze mois de l'année, avec les offices pour la mémoire fixée à chaque jour), le triodion (livre contenant les offices pour tout le cycle précédant Pâques, qui commence onze semaines avant elle : pré-carême, Grand carême, Semaine sainte) et le pentecostaire (livre contenant les offices du jour de Pâques au Dimanche de tous les saints, une semaine après la Pentecôte).
La règle générale est la combinaison de deux de ces livres : la majeure partie de l'année, l'octoèque et le ménée ; lorsque commence le pré-carême, on combine le triodion avec le ménée (en semaine) ou le triodion avec l'octoèque (le dimanche) -- et de même avec le pentecostaire à partir de Pâques. Lors des grandes fêtes, on n'utilise que le livre dont est issu l'office festif (le ménée pour Noël ; le triodion pour les Rameaux) ; dans certains cas plus complexes, il faut combiner les trois livres : l'octoèque, le ménée et le triodion ou le pentecostaire (ces deux derniers ne pouvant jamais se chevaucher).
On peut aussi parler de propre pour les hymnes ou prières qui se répètent de semaine en semaine, mais varient en fonction du jour de la semaine : ainsi des prokiménons des vêpres (liés à la mémoire du jour : les puissances célestes le lundi, saint Jean-Baptiste le mardi, la Mère de Dieu le mercredi, les apôtres le jeudi, la Croix le vendredi, les martyrs et les défunts le samedi, la Résurrection le dimanche), qui sont alors contenus au sein des offices dans l'horologion.